# Euromoney
Euromoney — англомовний щомісячний журнал про бізнес і фінанси. Вперше опублікований у 1969 році, він є флагманом виробництва Euromoney Institutional Investor plc.

## Історія та профіль
Euromoney вперше було опубліковано в 1969 році сером Патріком Сержантом. Він є частиною Euromoney Institutional Investor, міжнародної медіа-групи, яка займається міжнародним бізнесом і зосереджена насамперед на міжнародній фінансовій індустрії. Група стала публічною компанією в 1986 році та зареєстрована на Лондонській фондовій біржі як Euromoney Institutional Investor PLC. Штаб-квартира журналу знаходиться в Лондоні.
Сер Патрік Сержант продовжував керувати бізнесом до 1985 року і залишається співпрезидентом компанії. Daily Mail and General Trust plc є найбільшим акціонером компанії. Головний акціонер DMGT, Джонатан Гармсворт, 4-й віконт Ротермір, є співпрезидентом Euromoney Institutional Investor.

## Опитування та нагороди
Глобальне опитування Euromoney щодо приватного банківського обслуговування та управління капіталом, яке публікується щороку в лютому, просить глобальні приватні банки визначити найкращих постачальників конкурентоспроможних і неконкурентоспроможних послуг. Опитування черпає дані з показників ефективності та номінацій банкірів. Дані збираються на регіональному та національному рівнях. Переможцем Global Private Banking Survey 2019 стала UBS. Credit Suisse посіла друге місце, а JPMorgan Chase – третє. Private Banking Review — це спеціальне видання, яке містить дані та результати аналізу Global Private Banking Survey.